# Johanngeorgenstadt
Johanngeorgenstadt är en stad  i Landkreis Erzgebirgskreis i förbundslandet Sachsen i Tyskland, vid gränsen till Tjeckien. Staden har cirka 3 700 invånare.